# Prozessvisualisierung
Prozessvisualisierung ist die graphische Darstellung von Prozessen auf einer Benutzerschnittstelle.
Prozessvisualisierung wird angewendet für Qualitätsmanagement, Automatisierungstechnik, Verfahrenstechnik, Managementprozesse, betriebswirtschaftliche Prozesse etc., aber auch in Forschung und Entwicklung zur Simulation von Abläufen.

## Darstellung

Kernprozess

Die einfachste Darstellung eines Prozesses ist die Black Box als Sinnbild für „Eingang-Verarbeitung-Ausgang“ (EVA-Prinzip). Je nach Schwerpunkt werden die Kernprozesse, die Managementprozesse oder die unterstützenden Prozesse oder das gesamte Unternehmen dargestellt.

Prozessmodell

Prozesslandkarte

Die Prozesslandkarte beschreibt die Struktur der Unternehmensprozesse und das Zusammenwirken der einzelnen Teil-Prozesse. Sie wird oft mittels vektororientierter Grafiksoftware dargestellt, kann aber auch recht eindrücklich von der Belegschaft auf z. B. einem langen Packpapier an die Wand gemalt werden.
Die genauere Visualisierung beschreibt dann die zeitlich-logische Abfolge von Abläufen im Unternehmen und der Verknüpfung dieser Abläufe untereinander. Visualisiert werden die Prozess-Struktur (Zusammenwirken der Teil-Prozesse), als auch die einzelnen Abläufe, und dann in der Anwendung die Kontrolle und Steuerung (Status einzelner Messwerte und ihre zeitliche Veränderung).

Flussdiagramm

Je nach Zielsetzung werden die Prozesse unterschiedlich detailliert dargestellt, von der groben Übersicht bis zu einzelnen Verfahrensanweisungen und Regeln zu Entscheidungen und zur Steuerung. Siehe auch Geschäftsprozessmodellierung.

## Beispiele
- Destillation von Mineralöl, mit den Parametern Druck, Temperatur und Konzentration
- Kommissionierung und Verpackung in einem Logistikzentrum, mit den Parametern Durchsatz, Anzahl Warenbewegungen und Kommissionieraufträge
- Warenfluss (Bestellung-Wareneingang-Fertigung-Lieferung-Rechnungstellung), mit den Parametern Durchlaufzeit, Kosten und Ressourcenbindung
- Vertragsmanagement (Angebotserstellung-Vertragsabschluss-Vertragsverlängerung-Ausschüttung), mit den Parametern Versicherungssumme, Provision, Laufzeit und Zins

## Prozessvisualisierung in der Verfahrenstechnik
In der Automatisierungstechnik hat man es mit zahlreichen Größen zu tun, die gemessen oder berechnet werden. Häufig handelt es sich um physikalische Größen wie Temperatur, Kraft, Geschwindigkeit, Strom, Druck etc.
Diese Größen werden im Produktionsbereich von einer Prozessvisualisierung dynamisch dargestellt, entweder als Text/Tabelle oder grafisch. Über Eingabefelder (Schalter, Tastatur, berührungssensitiver Bildschirm) kann der Operator in den Prozess eingreifen, um Zustände bzw. Sollwerte einzeln zu verändern oder per Rezept zu verwalten.
Prozessvisualisierungen müssen an die jeweilige Anlage und den jeweiligen Prozess, angepasst werden.
Die einzelnen Masken der Visualisierung werden mit grafischen Entwurfswerkzeugen gestaltet.
Die Programmierung der Logik innerhalb der Prozessvisualisierung kann ebenfalls visuell oder mit konventioneller Programmierung mit Quelltext durchgeführt werden. Die konventionelle Programmierung besitzt eine größere Flexibilität als die visuelle Programmierung, die dem Entwickler möglicherweise mehr Komfort bei einfachen Problemstellungen bieten kann, erfordert jedoch, dass der Entwickler der Visualisierung über zumindest grundlegende Programmierkenntnisse verfügt.
Die Grenzen zwischen visueller und konventioneller Programmierung verschwimmen häufig, da den visuellen Elementen Scripte oder Makros hinterlegt werden können oder der Quelltext im Rahmen eines Framework eingebettet wird.
Die Datenversorgung kann auf verschiedenartige Weise erfolgen:
- (Echtzeit-)Datenbank
- OPC
- Corba
- Industrie-PC
- Schnittstellentreiber für SPS
- Shared Memory

Es stehen eine Reihe von speziellen Bediengeräten auf dem Markt zur Verfügung, die deren Hersteller natürlich propagieren; leistungsfähiger und kostengünstiger sind jedoch übliche IT-Technologien.

## Prozessvisualisierung in Six Sigma
Bei der Prozessoptimierungsmethode Six Sigma werden viele der beschriebenen Möglichkeiten zur Prozessvisualisierung angewendet, wobei beim sogenannten Process Mapping in Six Sigma die zu optimierenden Ist-Prozesse erfasst werden. Visualisierungen von Soll-Prozessen, wie sie z. B. in Qualitätshandbüchern üblich sind, spielen in Six Sigma eher eine untergeordnete Rolle.